# Ogród rozkoszy (film 1925)
Ogród rozkoszy (ang. The Pleasure Garden) – brytyjsko-niemiecki, niemy film kryminalny z 1925 r. w reżyserii Alfreda Hitchcocka.

## Fabuła
Patsy Brand, tancerka, pomaga uzyskać pracę w teatrze "Ogród rozkoszy" innej tancerce, swojej dobrej znajomej, Jill Cheyne. Ta jednak uwodzi narzeczonego Patsy, Hugh Fieldinga. Zdradzona  przez przyjaciółkę i narzeczonego, Patsy poślubia znajomego Hugh, Levetta. Pewnego dnia otrzymuje wiadomość, iż mąż jest chory. Ta podróż całkowicie odmieni życie Patsy Brand.

## Główne role
- Virginia Valli – jako Patsy Brand
- Carmelita Geraghty – jako Jill Cheyne
- Miles Mander – jako Levett
- John Stuart – jako Hugh Fielding
- Ferdinand Martini – jako pan Sidey
- Florence Helminger – jako pani Sidey
- Georg H. Schnell – jako Oscar Hamilton
- Karl Falkenberg – jako Książę Ivan
- Nita Naldi – jako lokalna kochanka Levetta
- Louis Brody – jako zarządca plantacji
- Elizabeth Pappritz – jako miejscowa dziewczyna

## Produkcja
Zdjęcia plenerowe kręcono we Włoszech (Alassio, okolice jeziora Como).